# Cyclamen hederifolium

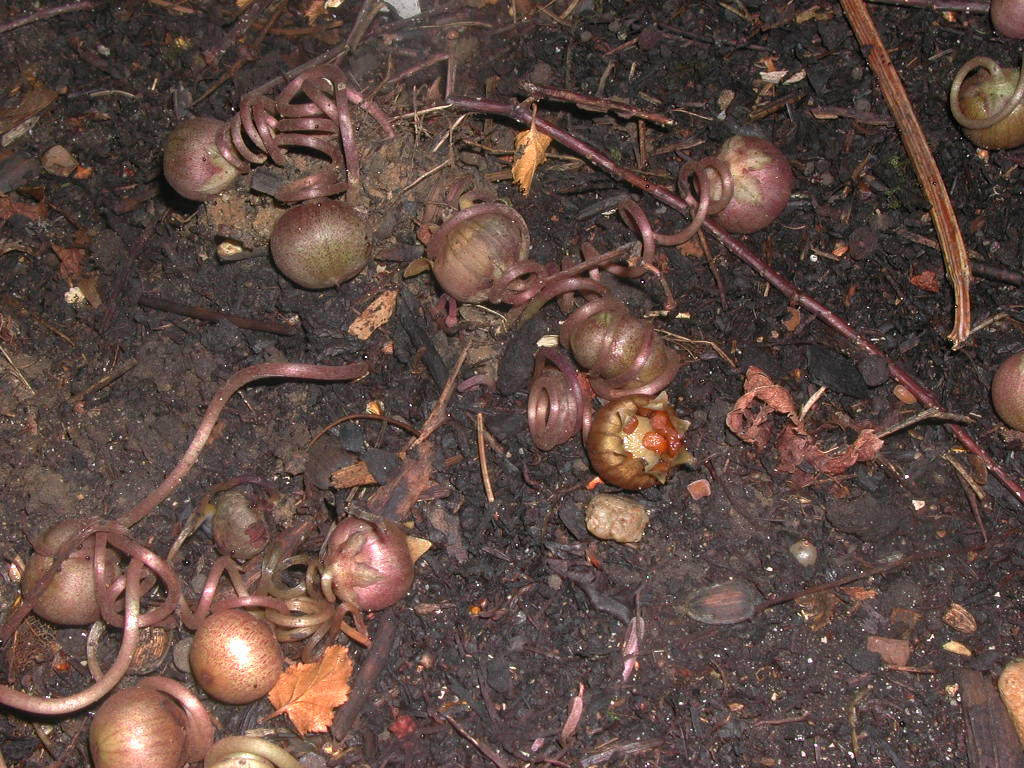
Frutos maduros con alguno ya abiertos y sus semillas liberadas en el suelo.

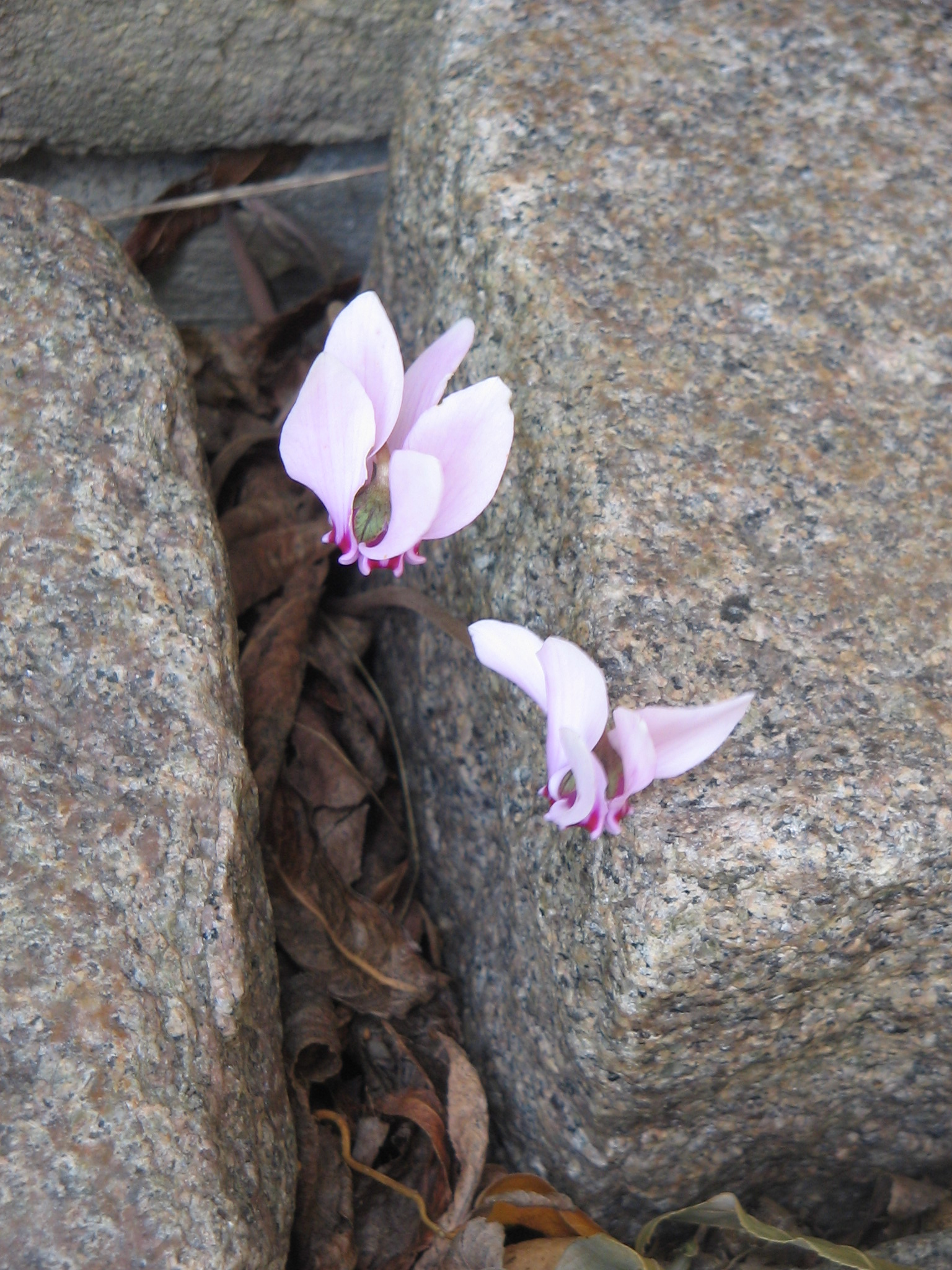
Vista de la planta en su hábitat

El ciclamen, ciclamino, artánita o pan de puerco, Cyclamen hederifolium es una especie de plantas de la familia de las primuláceas.

## Descripción
Esta pequeña planta alcanza los 15 cm de altura con tubérculos de unos 2-10 cm de diámetro. Las raíces nacen de arriba y los lados de este tubérculo. Las hojas, que son bastante variables en su contorno y coloración, brotan de su parte superior y son habitualmente angulosas  y de color verde claro con tinte rojizo en los bordes, que son también generalmente dentados. Aparecen después de las flores. Estas, que tienen un largo pedúnculo (10-30cm), son olorosas y colgantes con una corola de pétalos extrorsos fuertemente auriculados de color blanco, rosado más o menos claro o violáceo, a menudo veteados. El fruto es una cápsula sostenida por un tallo que se enrolla en una espiral helicoidal que acaba enterrándose en el suelo. Florece en otoño, crece durante el invierno y se pone en estado de "hibernación" antes del verano, cuando los frutos maduran y se abren, liberando las semillas que serán, entonces, transportadas, dispersadas y enterradas en sus nidos por hormigas, nidos subterráneos en los cuales germinarán (mirmecocoria).

## Hábitat y distribución
Es nativa de los bosques, matorrales y zonas rocosas del Mediterráneo, desde el sur de Francia hasta Turquía y las islas del Mar Egeo. Está ausente de la península ibérica. También se ha naturalizado más al norte en Europa y en las islas nor-occidentales del Pacífico. También se cultiva como planta ornamental.

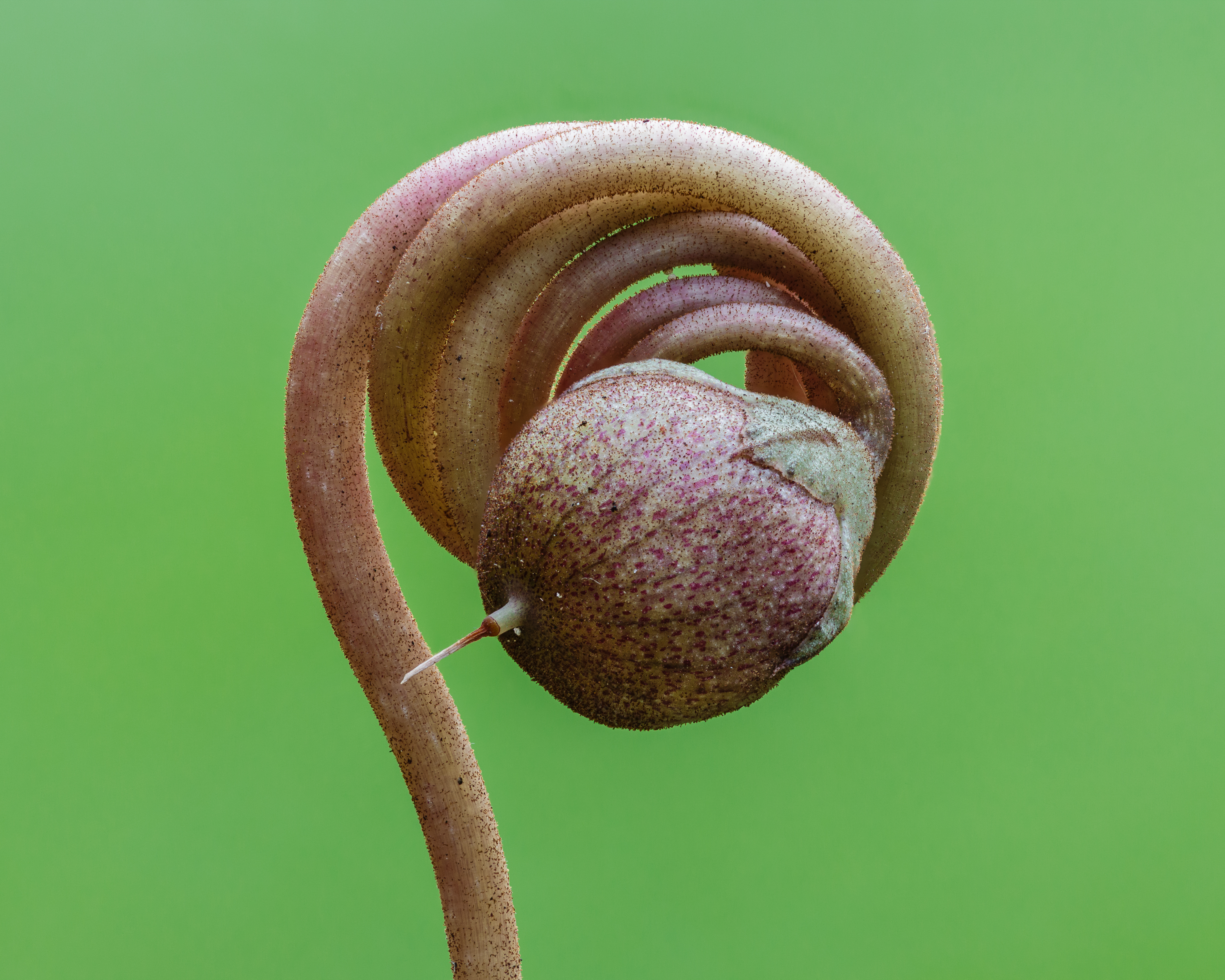
cápsula de semillas en la espiral de un Cyclamen Hederifolium.

## Propiedades
- Laxante enérgico usado contra las lombrices intestinales.
- En dosis elevadas es venenoso, por lo que solo debe utilizarse por prescripción médica.

## Taxonomía
Cyclamen hederifolium fue descrita por William Aiton y publicado en Linnaea 9: 573. 1835
Etimología
Ver: Cyclamen
hederifolium: epíteto latino que significa "con las hojas de Hedera".
Sinonimia
- Cyclamen aedirhizum Jord.
- Cyclamen albiflorum Jord.
- Cyclamen angulare Jord.
- Cyclamen autumnale  Boos
- Cyclamen cyclaminus Bedevian
- Cyclamen hederifolium f. albiflorum (Jord.) Grey-Wilson
- Cyclamen hederifolium var. poli (Chiaje) Giardina & Raimondo
- Cyclamen immaculatum  Mazziari
- Cyclamen insulare Jord.
- Cyclamen linearifolium DC.
- Cyclamen neapolitanum Ten.
- Cyclamen poli Chiaje
- Cyclamen romanum Griseb.
- Cyclamen sabaudum Jord.
- Cyclamen subhastatum Rchb.
- Cyclaminum vernum Bubani
- Cyclaminus neapolitana (Ten.) Asch.[3]